# Mizoën
Mizoën település Franciaországban, Isère megyében. Lakosainak száma 192 fő (2022. január 1.). Mizoën La Grave, Besse, Clavans-en-Haut-Oisans, Le Freney-d’Oisans és Les Deux Alpes községekkel határos.

## Népesség
A település népességének változása:
| Lakosok száma | 112  | 94   | 122  | 173  | 196  | 195  | 191  | 190  | 190  | 192  |
|               | 1968 | 1982 | 1990 | 2006 | 2013 | 2015 | 2017 | 2019 | 2020 | 2022 |